# Aethomys stannarius
Aethomys stannarius е вид бозайник от семейство Мишкови (Muridae).

## Разпространение
Видът е разпространен в Камерун и Нигерия.